# Brielles
Pour les articles ayant des titres homophones, voir Briel et Brielle (homonymie).
Cet article possède un paronyme, voir Bruyelle.
Brielles est une commune française située dans le département d'Ille-et-Vilaine en région Bretagne, peuplée de 679 habitants.

## Géographie
La commune de Brielles est traversée par les infrastructures suivantes :
- la ligne THT 400 000 volts entre Domloup et La Quinte ;
- la ligne LGV Bretagne-Pays de la Loire qui est le prolongement à l'ouest de la LGV Atlantique, permettant de rapprocher Rennes de Paris.

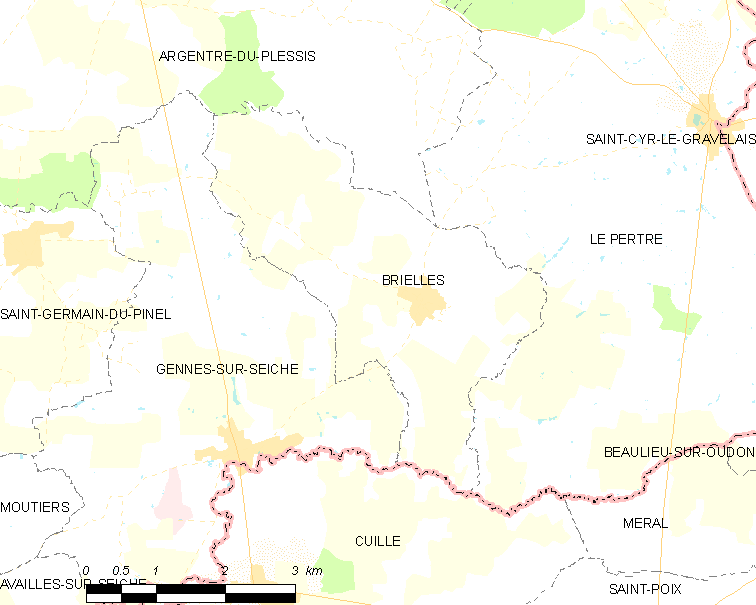
Carte de la commune.

|                   | Argentré-du-Plessis |           |
| Gennes-sur-Seiche | Brielles            | Le Pertre |
|                   | Cuillé (Mayenne)    |           |

### Hydrographie
Pour un article plus général, voir Réseau hydrographique d'Ille-et-Vilaine.
La commune est située dans le bassin Loire-Bretagne. Elle est drainée par la Seiche, la Crossonnière et le Salé,,.
La Seiche, d'une longueur de 97 km, prend sa source dans la commune du Pertre et se jette  dans la Vilaine à Bruz, après avoir traversé 24 communes. 

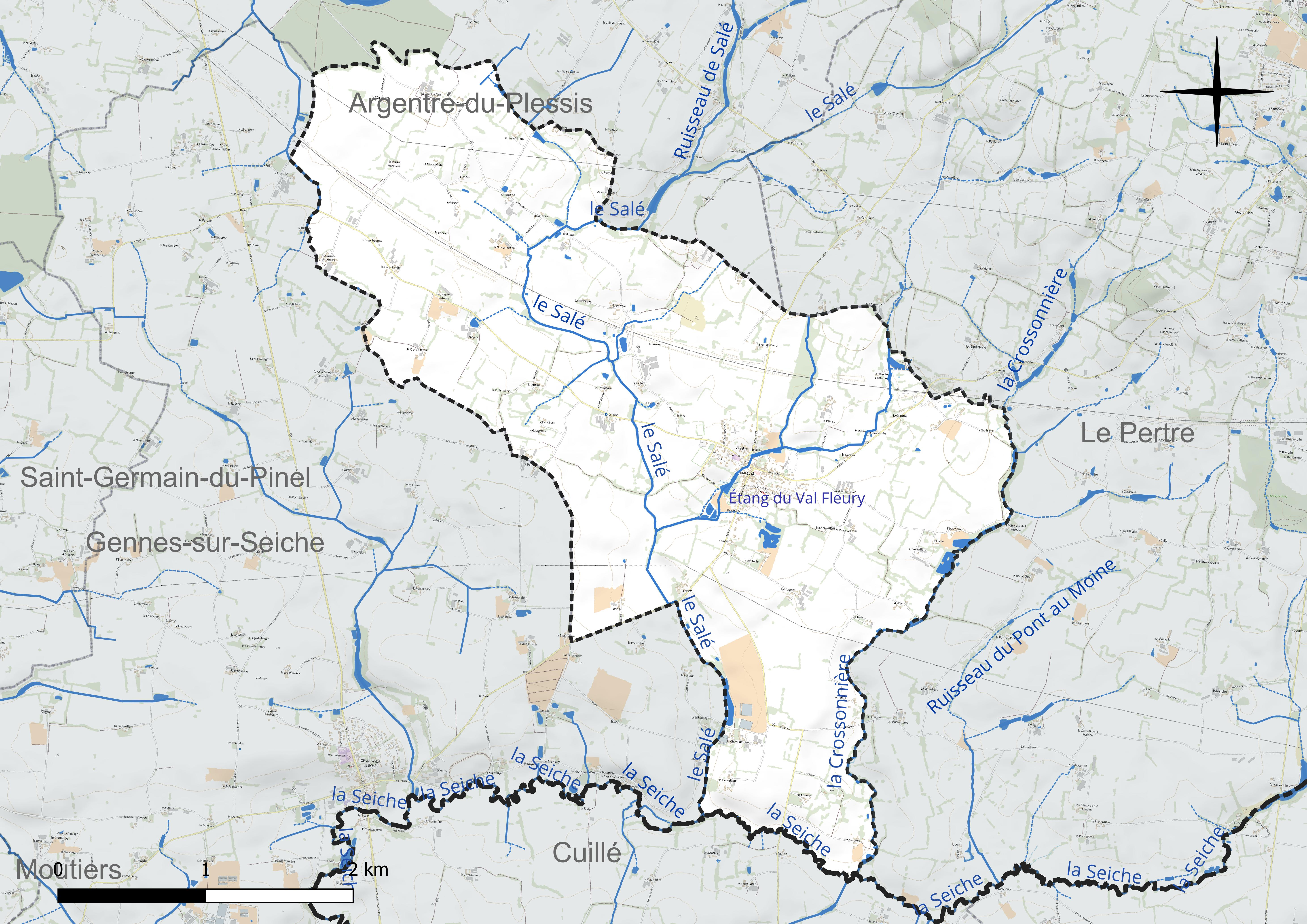
Réseau hydrographique de Brielles.

Un plan d'eau complète le réseau hydrographique : l'étang du Val Fleury (0,51 ha),.

### Climat
Pour des articles plus généraux, voir Climat de la Bretagne et Climat d'Ille-et-Vilaine.
En 2010, le climat de la commune est de type climat océanique altéré, selon une étude du CNRS s'appuyant sur une série de données couvrant la période 1971-2000. En 2020, Météo-France publie une typologie des climats de la France métropolitaine dans laquelle la commune est exposée à un climat océanique et est dans la région climatique  Bretagne orientale et méridionale, Pays nantais, Vendée, caractérisée par une faible pluviométrie en été et une bonne insolation. Parallèlement l'observatoire de l'environnement en Bretagne publie en 2020 un zonage climatique de la région Bretagne, s'appuyant sur des données de Météo-France de 2009. La commune est, selon ce zonage, dans la zone « Sud Est », avec des étés relativement chauds et ensoleillés.  
Pour la période 1971-2000, la température annuelle moyenne est de 11,4 °C, avec une amplitude thermique annuelle de 13,5 °C. Le cumul annuel moyen de précipitations est de 793 mm, avec 12,9 jours de précipitations en janvier et 7,6 jours en juillet. Pour la période 1991-2020, la température moyenne annuelle observée sur la station météorologique la plus proche, située sur la commune de Ballots à 13 km à vol d'oiseau, est de 11,8 °C et le cumul annuel moyen de précipitations est de 782,1 mm,. Pour l'avenir, les paramètres climatiques de la commune estimés pour 2050 selon différents scénarios d'émission de gaz à effet de serre sont consultables sur un site dédié publié par Météo-France en novembre 2022.

## Urbanisme

### Typologie
Au 1er janvier 2024, Brielles est catégorisée commune rurale à habitat dispersé, selon la nouvelle grille communale de densité à sept niveaux définie par l'Insee en 2022.
Elle est située hors unité urbaine. Par ailleurs la commune fait partie de l'aire d'attraction de Vitré, dont elle est une commune de la couronne,. Cette aire, qui regroupe 30 communes, est catégorisée dans les aires de 50 000 à moins de 200 000 habitants,.

### Occupation des sols
L'occupation des sols de la commune, telle qu'elle ressort de la base de données européenne d'occupation biophysique des sols Corine Land Cover (CLC), est marquée par l'importance des territoires agricoles (96,8 % en 2018), une proportion sensiblement équivalente à celle de 1990 (97,5 %). La répartition détaillée en 2018 est la suivante : 
terres arables (46,7 %), prairies (32,9 %), zones agricoles hétérogènes (17,2 %), zones urbanisées (2,9 %), forêts (0,3 %). L'évolution de l'occupation des sols de la commune et de ses infrastructures peut être observée sur les différentes représentations cartographiques du territoire : la carte de Cassini (XVIIIe siècle), la carte d'état-major (1820-1866) et les cartes ou photos aériennes de l'IGN pour la période actuelle (1950 à aujourd'hui).

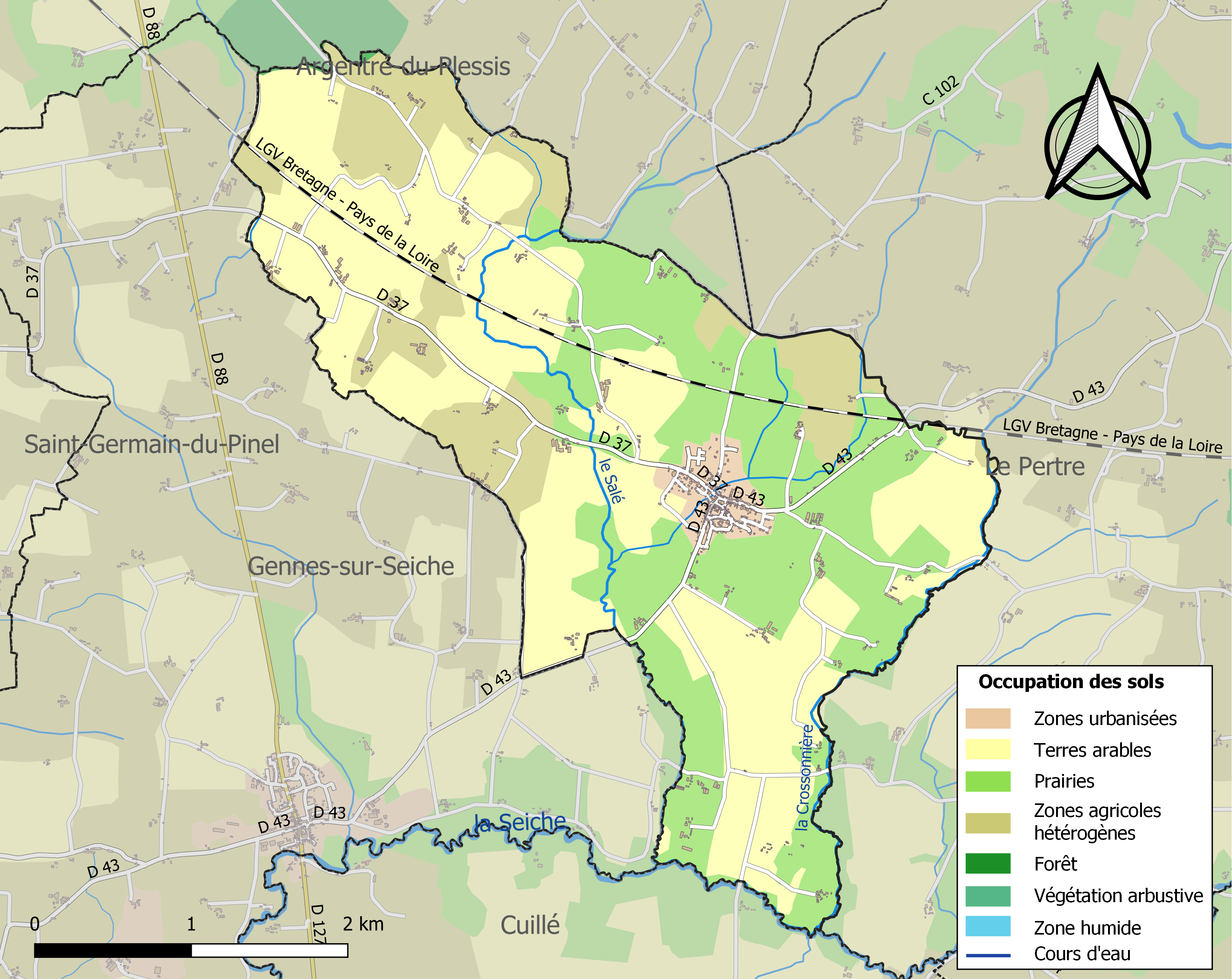
Carte des infrastructures et de l'occupation des sols de la commune en 2018 (CLC).

## Toponymie
Le nom de la localité est attesté sous les formes Brielles en 1087, ecclesia de Briellis en 1516.
Le gentilé est Briellois.

## Histoire

### Moyen-Âge
L'existence de Brielles est attestée en 1087 lorsque son église  fut donnée à l'abbaye de Saint-Serge d'Angers par l'évêque de Rennes Sylvestre de La Guerche.
Selon un aveu de 1475 le seigneur de Gazon (en Pocé-les-Bois), « noble escuyer Robert Busson, (...) subjet de très redoubté seigneur Guy compte de Laval, seigneur de Vitré et de Chevré » possédait un fief qui s'étendait en Brielles, Gennes et Le Pertre.
La paroisse de Brielles dépendait autrefois de la châtellenie du Désert, qui appartint aux barons de Châteaubriant, puis à ceux de Vitré à partir de 1542, et disposait du droit de haute justice. Le chef-lieu de la châtellenie du Désert se trouvait au manoir de la Rivière du Désert, en Visseiche, et s'étendait sur le territoire des paroisses d'Availles, Bais, Brielles, Chancé, Domalain, Gennes, Moulins, Moutiers, Le Pertre, Saint-Germain-du-Pinel, Vergéal et Visseiche.

### Révolution française
René Clément, né le 26 février 1756 au bourg de Retiers, fut vicaire à Brielles de 1784 à 1791 ; insermenté, il fut arrêté le 2 avril 1794, condamné à mort par le tribunal criminel de Rennes trois jours plus tard, et exécuté le jour même.

### LeXXesiècle

#### L'Entre-deux-guerres
Selon un article publié en 1926, l'école laïque de Brielles n'aurait eu à cette date aucun élève, mais conservait un enseignant titulaire.

## Héraldique
| Blason | Blasonnement : D'azur à la Sainte Vierge d'or tenant l'enfant Jésus du même. |

## Politique et administration
| Période                                  | Période     | Identité           | Étiquette | Qualité                                       |
| ---------------------------------------- | ----------- | ------------------ | --------- | --------------------------------------------- |
| ?                                        | ?           | Raymond Perrier    |           |                                               |
| mars 1977                                | mars 2001   | Émile Savinel      |           | Mécanicien agricole retraité, maire honoraire |
| mars 2001                                | mars 2008   | François Cournée   | DVD       | Retraité de la Gendarmerie                    |
| mars 2008                                | 25 mai 2020 | Bernard Guais      | DVD-LR    | Retraité de l'agriculture                     |
| 25 mai 2020                              | En cours    | Élisabeth Delahaye | DVD       | Auxiliaire de puériculture                    |
| Les données manquantes sont à compléter. |             |                    |           |                                               |

## Démographie
L'évolution du nombre d'habitants est connue à travers les recensements de la population effectués dans la commune depuis 1793. Pour les communes de moins de 10 000 habitants, une enquête de recensement portant sur toute la population est réalisée tous les cinq ans, les populations de référence des années intermédiaires étant quant à elles estimées par interpolation ou extrapolation. Pour la commune, le premier recensement exhaustif entrant dans le cadre du nouveau dispositif a été réalisé en 2008.
En 2022, la commune comptait 679 habitants, en évolution de −3,28 % par rapport à 2016 (Ille-et-Vilaine : +5,46 %, France hors Mayotte : +2,11 %).
| 1793  | 1800  | 1806  | 1821  | 1831 | 1836  | 1841 | 1846 | 1851  |
| ----- | ----- | ----- | ----- | ---- | ----- | ---- | ---- | ----- |
| 1 064 | 1 003 | 1 012 | 1 050 | 978  | 1 037 | 995  | 970  | 1 021 |

| 1856  | 1861  | 1866  | 1872 | 1876 | 1881 | 1886 | 1891 | 1896 |
| ----- | ----- | ----- | ---- | ---- | ---- | ---- | ---- | ---- |
| 1 019 | 1 005 | 1 000 | 940  | 975  | 879  | 851  | 822  | 809  |

| 1901 | 1906 | 1911 | 1921 | 1926 | 1931 | 1936 | 1946 | 1954 |
| ---- | ---- | ---- | ---- | ---- | ---- | ---- | ---- | ---- |
| 818  | 772  | 766  | 666  | 692  | 704  | 708  | 715  | 676  |

| 1962 | 1968 | 1975 | 1982 | 1990 | 1999 | 2006 | 2008 | 2013 |
| ---- | ---- | ---- | ---- | ---- | ---- | ---- | ---- | ---- |
| 647  | 582  | 520  | 501  | 484  | 513  | 627  | 661  | 705  |

| 2018 | 2022 | - | - | - | - | - | - | - |
| ---- | ---- | - | - | - | - | - | - | - |
| 673  | 679  | - | - | - | - | - | - | - |

## Transports
La commune est desservie par la ligne de bus n°6 de Vitré Communauté et est également sont terminus.

## Lieux et monuments
- Église de la Sainte-Trinité, du milieu du XIXe siècle, construite sur des plans de Jacques Mellet[32].
- Monuments aux morts[33].

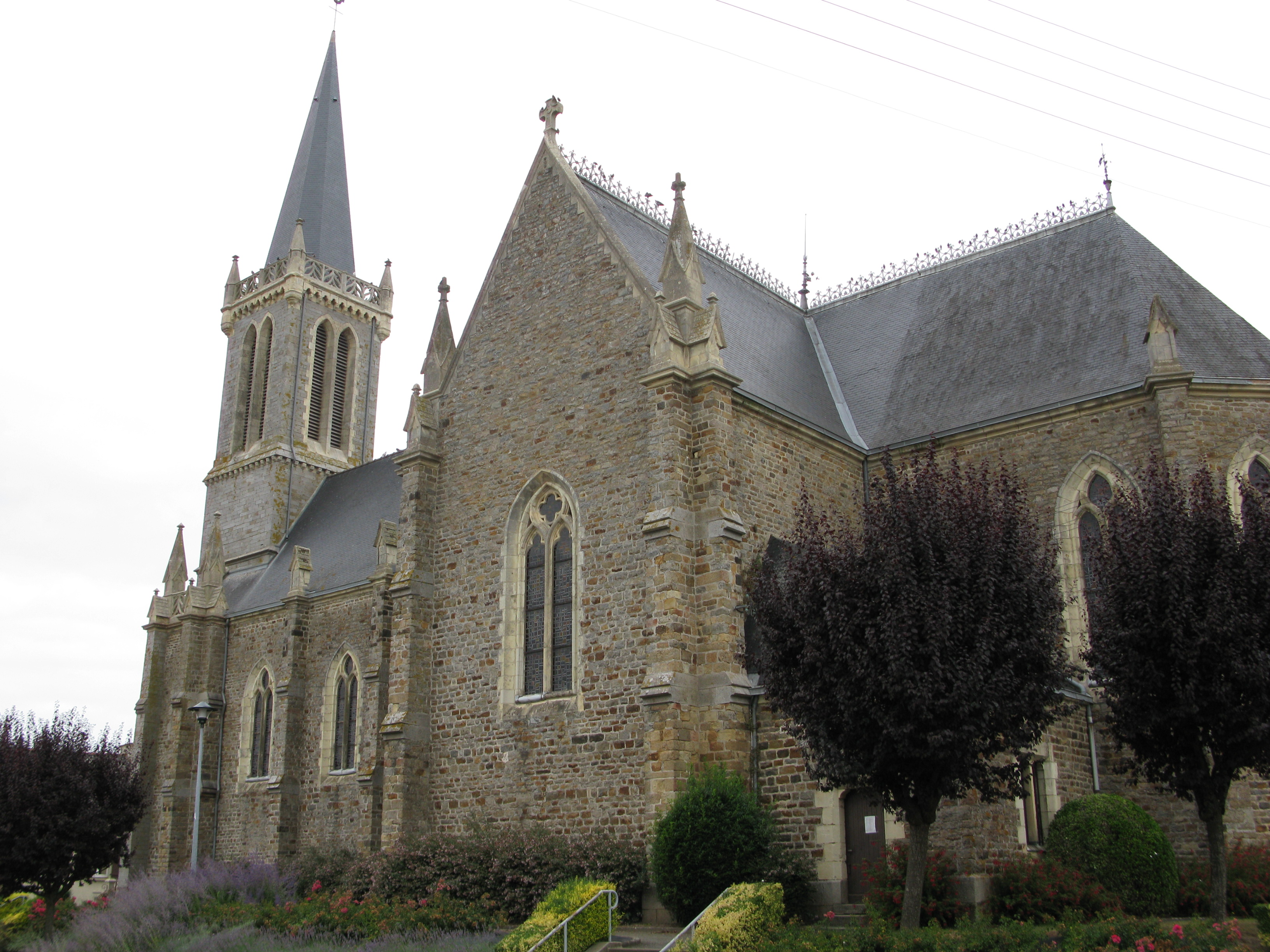
Église de la Sainte-Trinité.
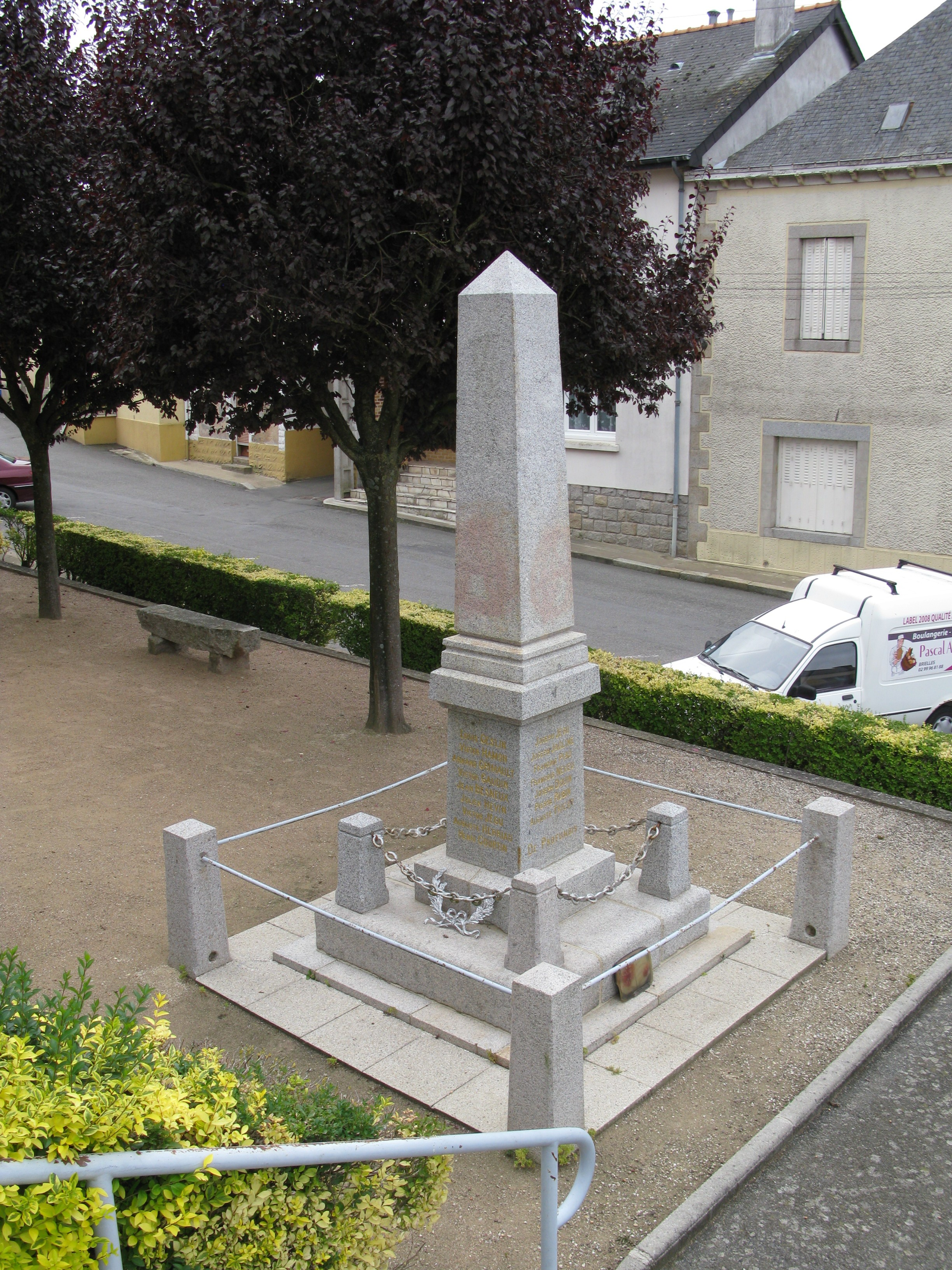
Monuments aux morts.